# Tsuki no Kata
Die  Tsuki no Kata (jap. 突の形 bzw. 突きの形, dt. „Fauststoß-Kata, Fauststoß-Form“) ist eine japanische Kata, die unter anderem im Kyokushin Kaikan trainiert wird. Einige Schulen interpretieren sie auch als „Glücks-Kata“, da Tsuki in einer anderen Schreibung (付き) auch „Glück“ bedeuten kann.

## Beschreibung
Schwerpunkt der Kata sind die Tsuki-Techniken Oizuki und Gyakuzuki in den verschiedenen Ständen Kiba Dachi, Sanchin Dachi und auch Zenkutsu Dachi.
Diese Kata soll darauf hindeuten, dass Wohlstand und Glück nicht von alleine kommen. Die Tsuki-Techniken, die in dieser Kata geübt werden, sollen jeweils als Barriere gesehen werden, die durch die Ausführung niedergerissen werden.
Diese Kata wird zum 6. und 5. Kyū verlangt.